# Salweenia wardii
Salweenia es un género monotípico de plantas con flores, perteneciente a la familia Fabaceae. Su única especie:  Salweenia wardii, es originaria de China.

## Taxonomía
Salweenia wardii fue descrito por Edmund Gilbert Baker y publicado en Journal of Botany, British and Foreign 73(5): 135–136. 1935.